# Nissan Almera Tino
Nissan Almera Tino (type V10) var en fempersoners kompakt MPV på basis af anden modelgeneration af Nissan Almera (type N16), bygget mellem sommeren 2000 og starten af 2006.

## Historie
Almera Tino blev for første gang præsenteret som prototype under navnet Tino High Utility Concept på New York International Auto Show i 1999. Prototypen var udstyret med en 175 hk stærk firecylindret benzinmotor kombineret med et firetrins automatgear.
Den serieproducerede udgave kom på markedet i juli 2000 med valg mellem benzinmotorer på 1769 cm³ med 84 kW (114 hk) og 1998 cm³ med automatgear og 100 kW (136 hk) samt en dieselmotor på 2184 cm³ med 84 kW (114 hk).
Bilen afløste den i foråret 2000 udgåede Nissan Sunny Traveller (type Y10). Da der ikke fandtes nogen 
stationcarudgave af første generation af Almera (type N15), måtte Sunny udfylde dette hul.

### Facelift
I april 2003 blev Almera Tino optisk og teknisk modificeret. 2,0-litersmotoren, som kun fandtes med automatgear, blev taget af programmet som følge af et for højt benzinforbrug. Den eneste tilbageværende benzinmotor var dermed 1,8'eren, som nu ydede 85 kW (115 hk). Samtidig fik dieselmotoren commonrailindsprøjtning og fandtes nu i to forskellige versioner med 82 kW (112 hk) og 100 kW (136 hk).
I februar 2006, kort tid før sedan- og hatchbackudgaverne af Almera, udgik Almera Tino af produktion. Nissan Note og Nissan Qashqai kan betragtes som indirekte efterfølgere for Almera Tino.
- Bagfra
- Nissan Almera Tino (2003–2006)
- Højrekørsel (2003-model)

## Tekniske data
|                                                | 1.8                 | 1.8                                 | 2.0                  | 2.2 Di                    | 2.2 dCi                   | 2.2 dCi                   |
| Byggeperiode                                   | 7/2000−3/2003       | 4/2003−2/2006                       | 7/2000−3/2003        | 7/2000−3/2003             | 4/2003−2/2006             | 4/2003−2/2006             |
| Motordata                                      |                     |                                     |                      |                           |                           |                           |
| Motorkode                                      | QG18DE              | QG18DE                              | SR20DE               | YD22                      | YD22DDT                   | YD22DDTi                  |
| Motortype                                      | R4-benzinmotor      | R4-benzinmotor                      | R4-benzinmotor       | R4-dieselmotor            | R4-dieselmotor            | R4-dieselmotor            |
| Antal ventiler pr. cylinder                    | 4                   | 4                                   | 4                    | 4                         | 4                         | 4                         |
| Ventilstyring                                  | DOHC, kæde          | DOHC, kæde                          | DOHC, kæde           | DOHC, kæde                | DOHC, kæde                | DOHC, kæde                |
| Fødesystem                                     | Multipoint          | Multipoint                          | Multipoint           | Direkte                   | Commonrail                | Commonrail                |
| Trykladning                                    | –                   | –                                   | –                    | Turbolader, ladeluftkøler | Turbolader, ladeluftkøler | Turbolader, ladeluftkøler |
| Køling                                         | Vandkøling          | Vandkøling                          | Vandkøling           | Vandkøling                | Vandkøling                | Vandkøling                |
| Boring × slaglængde                            | 80,0 × 88,0 mm      | 80,0 × 88,0 mm                      | 86,0 × 86,0 mm       | 86,0 × 94,0 mm            | 86,0 × 94,0 mm            | 86,0 × 94,0 mm            |
| Slagvolume                                     | 1769 cm³            | 1769 cm³                            | 1998 cm³             | 2184 cm³                  | 2184 cm³                  | 2184 cm³                  |
| Kompressionsforhold                            | 9,5:1               | 9,5:1                               | 10,0:1               | 18,0:1                    | 18,0:1                    | 18,0:1                    |
| Maks. effekt ved omdr./min.                    | 84 kW (114 hk) 5600 | 85 kW (115 hk) 5600                 | 100 kW (136 hk) 5800 | 84 kW (114 hk) 4000       | 82 kW (112 hk) 4000       | 100 kW (136 hk) 4000      |
| Maks. drejningsmoment ved omdr./min.           | 158 Nm 2800         | 163 Nm 2800                         | 175 Nm 4800          | 235 Nm 2000               | 248 Nm 2000               | 304 Nm 2000               |
| Kraftoverførsel                                |                     |                                     |                      |                           |                           |                           |
| Drivende hjul                                  | Forhjul             | Forhjul                             | Forhjul              | Forhjul                   | Forhjul                   | Forhjul                   |
| Gearkasse (standardudstyr)                     | 5-trins manuel      | 5-trins manuel                      | 4-trins automatisk   | 5-trins manuel            | 5-trins manuel            | 6-trins manuel            |
| Gearkasse (ekstraudstyr)                       | –                   | 4-trins automatisk                  | –                    | –                         | –                         | –                         |
| Præstationer                                   |                     |                                     |                      |                           |                           |                           |
| Topfart                                        | 173 km/t            | 173 km/t Aut.: 167 km/t             | 180 km/t             | 180 km/t                  | 180 km/t                  | 187 km/t                  |
| Acceleration 0-100 km/t                        | 12,7 sek.           | 11,6 sek. Aut.: 14,2 sek.           | 12,6 sek.            | 12,5 sek.                 | 12,2 sek.                 | 10,5 sek.                 |
| Brændstofforbrug pr. 100 km ved blandet kørsel | 7,8 liter Blyfri 95 | 7,7 liter Aut.: 8,2 liter Blyfri 95 | 9,3 liter Blyfri 95  | 6,4 liter Diesel          | 6,4 liter Diesel          | 6,6 liter Diesel          |

## Trivia
I de japanske tv-reklamer for Almera Tino medvirkede karakteren Mr. Bean, som blev spillet af Rowan Atkinson.